# Yoo Jun-sang
Yoo Jun-sang (en hangul, 유준상; hanja: 劉俊相; RR: Yu Jun-sang; Seúl, 28 de noviembre de 1968) es un actor de televisión, teatro y cantante surcoreano.

## Biografía
Estudió en la Universidad Dongguk, donde se graduó con una licenciatura en teatro y cine, y una maestría en artes teatrales.
Toca la guitarra, el saxofón, el violín y el piano.
El 20 de octubre de 2012 se sometió a una cirugía de rodilla después de sufrir una rotura en los ligamentos mientras filmaba la película Fists of Legend.
En diciembre del mismo año, exhibió 20 de sus obras de arte en la feria Art Asia.
En 2003 se casó con la actriz surcoreana Hong Eun-hee, la pareja tiene dos hijos Yoo Dong-woo y Yoo Min-jae.

## Carrera
Es miembro de la agencia Namoo Actors (나무엑터스).
En agosto de 1998 se unió al elenco de la serie White Nights 3.98 donde dio vida a Kim Jin-seok, un agente de inteligencia de la ANSP, hasta el final de la serie en noviembre del mismo año.
En 1999	se unió al elenco recurrente de la serie Goodbye My Love donde interpretó a Song Dae-ho, el amigo de Chang Min-soo (Ahn Jae-wook).
El 6 de mayo de 2010 apareció como parte del elenco principal de la película Hahaha donde dio vida a Bang Joong-sik, un crítico del cine y amigo del director de cine Jo Moon-kyung (Kim Sang-kyung).
El 14 de julio del mismo año apareció como parte del elenco principal de la película Moss donde interpretó al fiscal Park Min-wook.
El 8 de septiembre de 2011 apareció en el elenco principal de la película The Day He Arrives donde dio vida a Seong-jun, un profesor de estudios de cine.
El 25 de febrero de 2012 se unió al elenco principal de la serie My Husband Got a Family (también conocida como "Unexpected You; You Who Rolled In Unexpectedly") donde interpretó al doctor Bang Gwi-nam, el esposo de Cha Yoon-hee (Kim Nam-joo) y hermano de Bang Il-sook (Yang Jung-a), Bang Yi-sook (Jo Yoon-hee) y Bang Mal-sook (Oh Yeon-seo), hasta el final de la serie el 9 de septiembre del mismo año.
El 27 de abril de 2013 se unió al elenco principal de la serie The Secret of Birth donde dio vida a Hong Gyung-doo, un hombre con poca educación y pobre que ayuda a su esposa Jung Yi-hyun (Sung Yu-ri) quien sufre de amnesia psicógena a juntar las piezas de su memoria perdida, hasta el final de la serie el 23 de junio del mismo año.
El 23 de febrero de 2015 se unió al elenco principal de la serie Heard It Through the Grapevine donde interpretó a Han Jeong-ho, el estricto y perfeccionista patriarca de la prestigiosa y rica familia Han, hasta el final de la serie el 2 de junio del mismo año.
En marzo de 2016 se unió al elenco principal de la serie Pied Piper donde dio vida a Yoon Hee-Sung, un presentador del canal TNN Night News.
En julio de 2017 se unió al elenco principal de la serie Distorted donde interpretó a Lee Seok-min, un periodista cínico, testarudo y escéptico, con mucha injusticia que desahogar.
El 9 de enero de 2019 se unió al elenco principal de la serie Liver or Die donde dio vida al mecánico Lee Poong-sang, el hermano mayor y la figura paterna de la familia Lee, hasta el final de la serie el 14 de marzo del mismo año.
El 10 de julio de 2020 se unió al elenco principal de la serie Graceful Friends donde interpretó a Ahn Goong-chu, un gerente general de una franquicia de alimentos, hasta el final de la serie el 5 de septiembre del mismo año.
El 28 de noviembre del mismo año se unió al elenco principal de la serie The Uncanny Counter (también conocida como "Amazing Rumor") donde interpretó a Ga Mo-tak, uno de los miembros más fuertes de "Counters", un grupo de cazadores de demonios, hasta ahora.
En junio de 2022 se unirá al elenco de la serie Alquimia de almas, donde dará vida a Park Jin, el jefe de Song Rim, la corporación más grande de la nación Daeho.

## Filmografía

### Series de televisión
| Año         | Título                                                 | Personaje                     | Notas                              |
| ----------- | ------------------------------------------------------ | ----------------------------- | ---------------------------------- |
| 2022        | Alquimia de almas                                      | Park Jin                      | [ 25 ]                             |
| 2021        | Penthouse: War In Life 2                               | Jung Doo-man                  | 2 episodios - (aparición especial) |
| 2020 - 2023 | The Uncanny Counter                                    | Ga Mo-tak                     | 28 episodios                       |
| 2020        | Graceful Friends                                       | Ahn Goong-chu                 | 17 episodios                       |
| 2019        | Liver or Die                                           | Lee Poong-sang                | 40 episodios                       |
| 2017        | Distorted (Falsify)                                    | Lee Seok-min                  | 32 episodios                       |
| 2016        | Pied Piper                                             | Yoon Hee-Sung                 | 16 episodios                       |
| 2016        | Working Mom Parenting Daddy                            | Lee Moon-han                  | (aparición especial)               |
| 2015        | Heard It Through the Grapevine                         | Han Jeong-ho                  | 30 episodios                       |
| 2013        | My Love from the Star                                  | Jefe de Sección Yoo           | 2 episodios - (aparición especial) |
| 2013        | The Secret of Birth                                    | Hong Gyung-doo                | 18 episodios                       |
| 2012        | My Husband Got a Family                                | Dr. Bang Gwi-nam / Terry Kang | 58 episodios                       |
| 2007        | Catching Up with Gangnam Moms                          | Seo Sang-won                  | 18 episodios                       |
| 2005 - 2006 | Young-jae's Golden Days                                | Uhm Jung-seo                  | 15 episodios                       |
| 2004        | Land                                                   | Kim Gil-sang                  | 52 episodios                       |
| 2004        | The Woman Who Wants to Marry                           | Shin Joo-ho                   |                                    |
| 2002        | Inspector Park Moon Soo                                | Park Moon-soo                 | 15 episodios                       |
| 2002        | Affection                                              | Jo Byung-soo                  | 24 episodios                       |
| 2001        | Fox and Cotton Candy                                   | Bong Kang-chul                | 52 episodios                       |
| 2001        | Life Is Beautiful                                      | Nam Jung-woo                  |                                    |
| 2001        | How Should I Be?                                       | Na Ki-chan                    |                                    |
| 2000        | The Full Sun                                           | Kang Min-ki                   | 54 episodios                       |
| 2000        | Butcher's Daughter                                     | -                             |                                    |
| 1999        | Magic Castle                                           | Lee Poong-jin                 | 14 episodios                       |
| 1999        | Goodbye My Love                                        | Song Dae-ho                   |                                    |
| 1999        | The Last War                                           | Kim Tae-joong                 |                                    |
| 1999        | Cello                                                  | Park Ki-tae                   | 118 episodios                      |
| 1999        | Sunday Best - "A Thirty-one-year-old's First Kiss"     | -                             |                                    |
| 1999        | We Saw a Lost Little Bird (The Song Of Hope)           | -                             |                                    |
| 1999        | Young Sun                                              | Yoon Je-hyuk                  |                                    |
| 1998        | White Nights 3.98                                      | Kim Jin-seok                  |                                    |
| 1998        | Stranger                                               | Beom-soo                      |                                    |
| 1998        | I Love You, I'm Sorry                                  | -                             |                                    |
| 1998        | Sunday Best - "April Concerto"                         | Joon-ho                       |                                    |
| 1998        | Hope Inn                                               | -                             |                                    |
| 1997        | MBC Best Theater - "Until You Fall Asleep"             | Hombre                        |                                    |
| 1997        | MBC Best Theater - "Tricycle"                          | Min-soo                       |                                    |
| 1997        | Wedding Dress                                          | -                             |                                    |
| 1996        | Mom's Flag                                             | Heo Jin-ho                    |                                    |
| 1996        | When the Salmon Returns                                | Han Jae-joon                  |                                    |
| 1996        | MBC Best Theater - "Man Opening the Refrigerator Door" | Jae-min                       |                                    |
| 1996        | Expedition of Men                                      | -                             |                                    |
| 1995        | Agatha Christie                                        | -                             |                                    |
| 1994        | Kka-chi-ne                                             | -                             |                                    |

### Películas
| Año  | Título                              | Personaje           | Notas                                                                                          |
| ---- | ----------------------------------- | ------------------- | ---------------------------------------------------------------------------------------------- |
| 2022 | The Boys                            | Choi Woo-sung       | junto a Sol Kyung-gu, Jin Kyung, Heo Sung-tae, Yeom Hye-ran y Kim Dong-young                   |
| 2020 | It's Not Over Yet                   | -                   |                                                                                                |
| 2018 | Hotel By The River                  | Byung-soo           |                                                                                                |
| 2017 | Along with the Gods: The Two Worlds | Bombero Muerto      | junto a Ha Jung-woo, Cha Tae-hyun, Joo Ji Hoon, Kim Hyang-gi, Kim Dong-wook y Jung Hae-kyun    |
| 2016 | Yourself and Yours                  | -                   |                                                                                                |
| 2016 | The Map Against The World           | Heungseon Daewongun |                                                                                                |
| 2015 | Right Now, Wrong Then               | Ahn Seong-gook      | junto a Jung Jae-young, Kim Min-hee, Youn Yuh-jung, Gi Ju-bong, Choi Hwa-jung y Go Ah-sung     |
| 2015 | Angry Painter                       | Pintor              | [ 33 ]                                                                                         |
| 2015 | A Matter of Interpretation          | Detective           | junto a Shin Dong-mi, Kim Kang-hyun y Lee David                                                |
| 2014 | The Target                          | Song Gi-cheol       | junto a Lee Jin-wook, Ryu Seung-ryong, Jin Goo, Cho Yeo-jeong y Kim Sung-ryung                 |
| 2013 | Fists of Legend                     | Lee Sang-hoon       | junto a Hwang Jung-min, Yoon Je-moon, Lee Yo-won, Jung Woong-in y Sung Ji-ru                   |
| 2013 | Nobody's Daughter Haewon            | Joong-sik           |                                                                                                |
| 2013 | Zambezia                            | Tendai (voz)        | (doblaje coreano)                                                                              |
| 2012 | Touch                               | Park Dong-sik       | junto a Kim Ji-young, Yoon Da-gyeong y Lee Seung-yeon                                          |
| 2012 | R2B: Return to Base                 | Lee Chul-hee        | junto a Rain, Shin Se-kyung, Yoo Jun-sang, Lee Ha-na y Lee Jong-suk                            |
| 2012 | In Another Country                  | Salvavidas          | junto a Isabelle Huppert, Kwon Hae-hyo, Moon So-ri, Moon Sung-keun, Jung Yu-mi y Youn Yuh-jung |
| 2011 | The Day He Arrives                  | Seong-jun           | junto a Kim Sang-joong, Song Seon-mi, Kim Bo-kyung, Kim Eui-sung, Park Soo-min y Go Hyun-jung  |
| 2011 | List                                | -                   | (corto)                                                                                        |
| 2011 | The Last Blossom                    | Kim Geun-deok       |                                                                                                |
| 2010 | Moss                                | Park Min-wook       | junto a Park Hae-il, Jung Jae-young, Yoo Sun, Yoo Hae-jin y Kim Sang-ho                        |
| 2010 | Hahaha                              | Bang Joong-sik      | junto a Kim Sang-kyung, Moon So-ri, Ye Ji-won y Kim Kang-woo                                   |
| 2009 | Where is Ronny...                   | In-ho               |                                                                                                |
| 2009 | Like You Know It All                | Mr. Go              |                                                                                                |
| 2007 | Wide Awake                          | Kang Wook-han       | junto a Kim Myung-min, Kim Tae-woo, Kim Yoo-mi, Kim Roi-ha y Baek Seung-hwan                   |
| 2005 | Wedding Campaign                    | Hee-chul            |                                                                                                |
| 2003 | Show Show Show                      | San-hae             |                                                                                                |
| 2001 | Go Back, Red Peter's Confession     | -                   |                                                                                                |
| 2000 | Nightmare                           | Jung-wook           | junto a Kim Gyu-ri, Choi Jung-yoon, Ha Ji-won, Yoo Ji-tae y Jeong Joon                         |
| 1999 | Tell Me Something                   | Kim Gi-yeon         |                                                                                                |

### Programas de variedades
| Año                             | Título                                                                                | Notas                                                                                           |
| ------------------------------- | ------------------------------------------------------------------------------------- | ----------------------------------------------------------------------------------------------- |
| 2021                            | Problem Child in House                                                                | (ep. #133) - invitado                                                                           |
| 2021                            | Kingdom: Legendary War                                                                | invitado                                                                                        |
| 2020                            | Knowing Bros (Ask Us Anything)                                                        | (ep. #257) - invitado                                                                           |
| 2020                            | Let's Eat Dinner Together                                                             | (ep. #159) - invitado                                                                           |
| 2019, 2020                      | My Little Old Boy (Mom's Diary: My Ugly Duckling)                                     | (ep. #170-172) - invitado                                                                       |
| 2019                            | Funding Together (같이 펀딩)                                                          | 13 episodios - miembro                                                                          |
| 2019                            | Video Star                                                                            | (ep. #166) - invitado                                                                           |
| 2018                            | Master in the House                                                                   | (ep. #31-32) - invitado                                                                         |
| 2017                            | Life Bar                                                                              | (ep. #10) - invitado                                                                            |
| 2017                            | Knowing Bros (Ask Us Anything)                                                        | (ep. #91) - invitado                                                                            |
| 2016                            | Section TV                                                                            | invitado - junto a Ji Chang-wook                                                                |
| 2014                            | Real Man Season 1 - Main Edition                                                      | miembro                                                                                         |
| 2012                            | Running Man                                                                           | (ep. #103) - invitado                                                                           |
| 2011, 2013, 2015                | Healing Camp, Aren't You Happy                                                        | (ep. #10, 100, 166, 214) - invitado                                                             |
| 2018 2009, 2012, 2013 2007 2004 | Happy Together Season 4 Happy Together Season 3 Happy Together Friends Happy Together | (ep. #566) - invitado (ep. #94, 269, 293) - invitado (ep. #90) - invitado (ep. #127) - invitado |
| -                               | Live Talk Show Taxi                                                                   | (ep. #326) - invitado                                                                           |

### Presentador
| Año  | Evento                                        | Notas                                |
| ---- | --------------------------------------------- | ------------------------------------ |
| 2016 | 37th Blue Dragon Film Awards                  | copresentador - junto a Kim Hye-soo  |
| 2015 | 36th Blue Dragon Film Awards                  | copresentador - junto a Kim Hye-soo  |
| 2014 | 35th Blue Dragon Film Awards                  | copresentador - junto a Kim Hye-soo  |
| 2013 | 34th Blue Dragon Film Awards                  | copresentador - junto a Kim Hye-soo  |
| 2012 | 33rd Blue Dragon Film Awards                  | copresentador - junto a Kim Hye-soo  |
| 2012 | KBS Drama Awards                              | copresentador - junto a Lee Jong-suk |
| 2012 | 10th Asiana International Short Film Festival | copresentador - junto a Kim Tae-hoon |

### Teatro / musicales[44]
| Año                        | Título               | Personaje           | Notas                                                                                       |
| -------------------------- | -------------------- | ------------------- | ------------------------------------------------------------------------------------------- |
| 2013 - 2019, 2021          | The Days             | Cha Jung-hak        | junto a Oh Man-seok, Ji Chang-wook, Cho Kyu-hyun, Choi Jae-woong y Oh Jong-hyuk - (musical) |
| 2018                       | Barnum               | P.T. Barnum         |                                                                                             |
| 2017                       | Ben Hur              | Judah Ben Hur       | (musical)                                                                                   |
| 2015                       | Robin Hood           | Robin Hood          | junto a Cho Kyu-hyun y Yang Yo-seob - (musical)                                             |
| 2014, 2015                 | Frankenstein         | Victor Frankenstein |                                                                                             |
| 2013                       | Rebecca              | Maxim DeWinter      | junto a Oh Man-seok, Ryu Jung-han y Ock Joo-hyun                                            |
| 2009-2011, 2013-2014, 2018 | The Three Musketeers | Athos / D'Artagnan  |                                                                                             |
| 2009 - 2012                | Jack the Ripper      | Anderson            |                                                                                             |
| 2008 - 2009                | The Happy Life       | Beom-jin            | junto a Im Choon-gil, Kim Mu-yeol y Joo Jong-hyuk                                           |
| 2008                       | The Life             | Sonja               |                                                                                             |
| 2007                       | Claws of Angel       | Il-du               | (musical)                                                                                   |
| 2005                       | Passion of the Rain  | -                   |                                                                                             |
| 2004                       | Two Men              | -                   |                                                                                             |
| 2001                       | The Play             | -                   |                                                                                             |
| 1998                       | Grease               | -                   |                                                                                             |
| 1995                       | Foes of Women        | -                   |                                                                                             |
| -                          | Love & Luve          | -                   |                                                                                             |

### Aparición en videos musicales
| Año  | Intérprete   | Canción                   | Notas |
| ---- | ------------ | ------------------------- | ----- |
| 2007 | Yoo Jun-sang | "Oh, You Beautiful Woman" |       |
| 2003 | Wheesung     | "Can't I?"                |       |

### Anuncios[50]
| Año  | Título              | Notas                                             |
| ---- | ------------------- | ------------------------------------------------- |
| 2019 | KOREIT              | representante publicitario - junto a Hong Eun-hee |
| 2012 | Lotte Confectionery |                                                   |
| 2012 | Hana SK Card        |                                                   |

### Revistas / sesiones fotográficas
| Año  | Título                                      | Notas                                            |
| ---- | ------------------------------------------- | ------------------------------------------------ |
| 2021 | Cine 21 Magazine                            | junto a Jo Byung-gyu, Yeom Hye-ran y Kim Sejeong |
| 2017 | Esquire Magazine                            | [ 52 ]                                           |
| 2011 | GQ Magazine                                 |                                                  |
| 2011 | InStyle Magazine - 100th Special Collection | [ 53 ]                                           |
| -    | Harper's BAZAAR                             |                                                  |
| -    | Allure                                      |                                                  |

## Discografía

### Sencillos
| Año  | Canción                             | Álbum                            | Notas                                |
| ---- | ----------------------------------- | -------------------------------- | ------------------------------------ |
| 2019 | I Am a Happy Man (나는 행복한 사람) | OST de "Liver or Die"            |                                      |
| 2013 | No Regrets                          | OST de "Fists of Legend"         |                                      |
| 2012 | Ce Song                             | OST de "My Husband Got a Family" | junto a Kwak Dong-yeon y Kim Sang-ho |
| 2012 | Touch Me                            | OST de "Touch"                   |                                      |

### Álbum
| Información | Canción(es) | Notas                                                    |
| --- | --- | -------------------------------------------------------- |
| Título: Travel Project One: Just Travel... Walking... And Thinking... Artistas: J N Joy 20 ft. Yoo Jun-sang & Lee Joon-wha Fecha de lanzamiento: 17 de noviembre de 2014 Discografía: Mirrorball Music | 1. 27과 33 그 해 여름 사이 2. 사랑이 필요해 3. 아름다운 아름다운 4. Making Room 5. 그대에게 다가가는 순간 6. In Tokyo 7. 27과 33 여름 사이 | - junto a Lee Da-yeon (de Taurine) -                     |
| Título: Junes Artista:Yoo Jun-sang Fecha de lanzamiento: 20 de diciembre de 2013 Discografía: CJ Music                                                                                                 | 1. 기타 치기 좋은 오후 2. 나의 본적을 찾아서 3. Now(nä) 4. 기차 너머 보이는 저 풍경 위를 따라가다 보면 5. The Path You've Been 6. 이제 울지 마 7. 어떤 사람이 될까? 8. I'll Call The Name 9. 너에게 못다 한 이야기 10. 공연할 때 눈물을 너무 많이 흘려서 앞으로 눈물이 안 나오면 어쩌나 걱정하는 어느 연기자의 고백 |                                                          |
| Título: Gray City / I Hate This City Artista: Elenco de "Jack the Ripper" Fecha de lanzamiento: 9 de agosto de 2010 Discografías: M Musical Company, Windmill Media y Mirrorball Music                 | 11. 회색도시 (Gray City) 22. 이 도시가 싫어 (I Hate This City) |                                                          |
| Título: Don't Turn Off the Lights Fecha de lanzamiento: 8 de enero de 2010 Discografías: Ode Music y KT Music                                                                                          | 8. 꺼지지 않는 불빛 (Don't Turn Off the Lights) | (Proyecto benéfico de Namoo Actors: "Love Tree Project") |
| Título: Oh, You Beautiful Woman Fecha de lanzamiento: 16 de febrero de 2007 Discografías: Mnet Media y CJ Music                                                                                        | 7. 오, 그대는 아름다운 여인 (Oh, You Beautiful Woman) | (Canción para "Lee Eun-ju: Only One")                    |

## Premios y nominaciones
| Año  | Categoría                                         | Premios                                   | Trabajo                        | Resultado |
| ---- | ------------------------------------------------- | ----------------------------------------- | ------------------------------ | --------- |
| 2019 | Top Excellence Award, Actor                       | KBS Drama Award                           | Liver or Die                   | Ganó      |
| 2019 | Excellence Award, Actor in a Mid-length Drama     | KBS Drama Award                           | Liver or Die                   | Nominado  |
| 2019 | Best Couple Award (junto a Shin Dong-mi)          | KBS Drama Award                           | Liver or Die                   | Ganaron   |
| 2019 | Netizen Award, Actor                              | KBS Drama Award                           | Liver or Die                   | Nominado  |
| 2019 | Multi-tainer Award                                | MBC Entertainment Award                   | Funding Together               | Ganó      |
| 2018 | Star of the Year Award                            | 12th Daegu International Musical Festival | -                              | Ganó      |
| 2016 | Best Supporting Actor                             | 3rd Wildflower Film Award                 | A Matter of Interpretation     | Nominado  |
| 2015 | Top Excellence Award, Actor in a Mid-length Drama | SBS Drama Award                           | Heard It Through the Grapevine | Ganó      |
| 2015 | Top Excellence Award, Actor in a Serial Drama     | 4th APAN Star Award                       | Heard It Through the Grapevine | Nominado  |
| 2015 | Top Excellence Award, Actor                       | 8th Korea Drama Award                     | Heard It Through the Grapevine | Nominado  |
| 2015 | Actor of the Year                                 | 4th Yegreen Musical Award                 | -                              | Ganó      |
| 2015 | Star of the Year Award                            | 9th Daegu International Musical Festival  | -                              | Ganó      |
| 2014 | Star of the Year Award                            | 8th Daegu International Musical Festival  | -                              | Ganó      |
| 2013 | Top Excellence Award, Actor in a Miniseries       | SBS Drama Award                           | The Secret of Birth            | Nominado  |
| 2013 | Best Performer, TV Actor category                 | 25th Korean PD Award                      | -                              | Ganó      |
| 2013 | Best Supporting Actor                             | 50th Grand Bell Award                     | Fists of Legend                | Nominado  |
| 2013 | Best Actor (TV)                                   | 49th Baeksang Arts Award                  | My Husband Got a Family        | Nominado  |
| 2012 | Best Couple Award (junto a Kim Nam-joo)           | KBS Drama Award                           | My Husband Got a Family        | Ganaron   |
| 2012 | Netizen Award, Actor                              | KBS Drama Award                           | My Husband Got a Family        | Nominado  |
| 2012 | Excellence Award, Actor in a Serial Drama         | KBS Drama Award                           | My Husband Got a Family        | Nominado  |
| 2012 | Top Excellence Award, Actor                       | KBS Drama Award                           | My Husband Got a Family        | Ganó      |
| 2012 | Top Popularity Award                              | 1st K-Drama Star Award                    | My Husband Got a Family        | Ganó      |
| 2012 | Excellence Award, Actor                           | 1st K-Drama Star Award                    | My Husband Got a Family        | Ganó      |
| 2012 | Best Supporting Actor                             | 49th Grand Bell Award                     | In Another Country             | Nominado  |
| 2012 | Best Actor                                        | 21st Buil Film Award                      | In Another Country             | Nominado  |
| 2012 | Good Model Award                                  | Korea Advertisers Association Award       | -                              | Ganó      |
| 2012 | Top 10 Style Icons                                | 5th Style Icon Award                      | -                              | Ganó      |
| 2011 | Best Actor                                        | 12th Busan Film Critics Award             | The Day He Arrives             | Ganó      |
| 2010 | Best Supporting Actor                             | 31st Blue Dragon Film Award               | Moss                           | Nominado  |
| 2010 | Best Supporting Actor                             | 18th Chunsa Film Art Award                | Moss                           | Ganó      |
| 2010 | Best Supporting Actor                             | 19th Buil Film Award                      | Hahaha                         | Ganó      |
| 2009 | Popular Star Award                                | 3rd Daegu International Musical Festival  | -                              | Ganó      |
| 2008 | Best Supporting Actor                             | 45th Grand Bell Award                     | Wide Awake                     | Ganó      |
| 2007 | Excellence Award, Actor in a Miniseries           | SBS Drama Award                           | Catching Up with Gangnam Moms  | Ganó      |
| 2006 | Prime Minister's Commendation                     | 40th Taxpayer's Day                       | -                              | Ganó      |
| 2005 | Excellence Award, Actor in a Serial Drama         | SBS Drama Award                           | Land                           | Ganó      |
| 2002 | Popularity Award                                  | MBC Drama Award                           | Fox and Cotton Candy           | Ganó      |
| 2002 | Best Actor                                        | 8th Korea Musical Award                   | The Play                       | Ganó      |
| 2001 | Popularity Award                                  | MBC Drama Award                           | How Should I Be?               | Ganó      |
| 2001 | Excellence Award, Actor                           | MBC Drama Award                           | How Should I Be?               | Ganó      |